# Witold Marciniak
Witold Marciniak (ur. 18 października 1929 w Poznaniu) – polski lekarz, ortopeda.

## Życiorys
Początkowo studiował na Uniwersytecie w Brnie, a następnie na Uniwersytecie Poznańskim, który ukończył w 1954 roku. Tytuł doktorski zdobył w 1965 na podstawie pracy pt.: „Badania doświadczalne na zwierzętach nad przydatnością dzianiny poliestrowej do plastyki stawu biodrowego”. W pracy zawodowej skupiał się na biomechanice stopy oraz wrodzonej deformacji stopy (stopy końsko-szpotawej). Praca habilitacyjna opublikowana w 1975 „Analiza niepowodzeń leczenia zachowawczego oraz badania biomechaniki chodu jako podstawy doboru metod wczesnego leczenia operacyjnego wrodzonej stopy końsko – szpotawej u dzieci”. W 1987 został powołany na stanowisko dyrektora Instytutu Ortopedii i Rehabilitacji oraz równocześnie kierownika Kliniki Ortopedii Akademii Medycznej w Poznaniu. Pełniąc tę funkcję, otrzymał tytuł profesora 11 grudnia 1989, a w 1994 r. stanowisko profesora zwyczajnego. Zwieńczeniem jego pracy zawodowej jest monografia „Wrodzona stopa końsko-szpotawa”. W 2000 roku został Członkiem Honorowym Polskiego Towarzystwa Ortopedycznego i Traumatologicznego. W 2013 roku został uhonorowany medalem 100-lecia Ortopedii Polskiej im. Ireneusza Wierzejewskiego. Został odznaczony medalem imienia Adama Grucy nadawanym przez Polskie Towarzystwo Ortopedyczne i Traumatologiczne. Do jego uczniów należeli między innymi : Milud Shadi, Bolesław Karpina, oraz Jan Grudziak.

## Życie osobiste
Partnerką życiową prof. Witolda Marciniaka jest dr stom. Krystyna Alwin.